# Wrotkarstwo artystyczne na World Games 2017
Wrotkarstwo artystyczne na World Games 2017 – zawody w jeździe figurowej na wrotkach rozegrano podczas World Games 2017 we Wrocławiu w dniach 22–23 lipca, na terenie lodowiska MOSiR w Świdnicy.
Wzięło w nich udział 8 solistek, 7 solistów oraz po 6 duetów sportowych i tanecznych, z czego jeden z zawodników (Włoch Luca Lucaroni) wystąpił w dwóch konkurencjach (jeździe solowej mężczyzn i parach sportowych), zdobywając w obu przypadkach złoty medal.

## Kalendarium
Program zawodów:
- 22 lipca 2017 (sobota)

18:00 Program krótki panów
19:00 Program krótki pań
20:00 Taniec oryginalny
21:00 Program krótki par sportowych
- 23 lipca 2017 (niedziela)

18:00 Program dowolny panów
19:00 Program dowolny pań
20:00 Taniec dowolny
21:00 Program dowolny par sportowych
22:00 Ceremonia medalowa panów
22:15 Ceremonia medalowa pań
22:30 Ceremonia medalowa par tanecznych
22:45 Ceremonia medalowa par sportowych

## Medaliści
| Konkurencja               | Złoto                          | Srebro                       | Brąz                           |
| ------------------------- | ------------------------------ | ---------------------------- | ------------------------------ |
| Soliści (szczegóły)       | Luca Lucaroni                  | Pierre Meriel                | Juan Francisco Sanchez         |
| Solistki (szczegóły)      | Silvia Nemesio                 | Monica Gimeno                | Rafaela Freitas                |
| Pary taneczne (szczegóły) | Elena Leoni Alessandro Spigai  | Silvia Stibilj Andrea Bassi  | Mariana Souto José Souto       |
| Pary sportowe (szczegóły) | Rebecca Tarlazzi Luca Lucaroni | Sara Venerucci Marco Garelli | Marine Portet Nathanael Fouloy |